# Ooplast

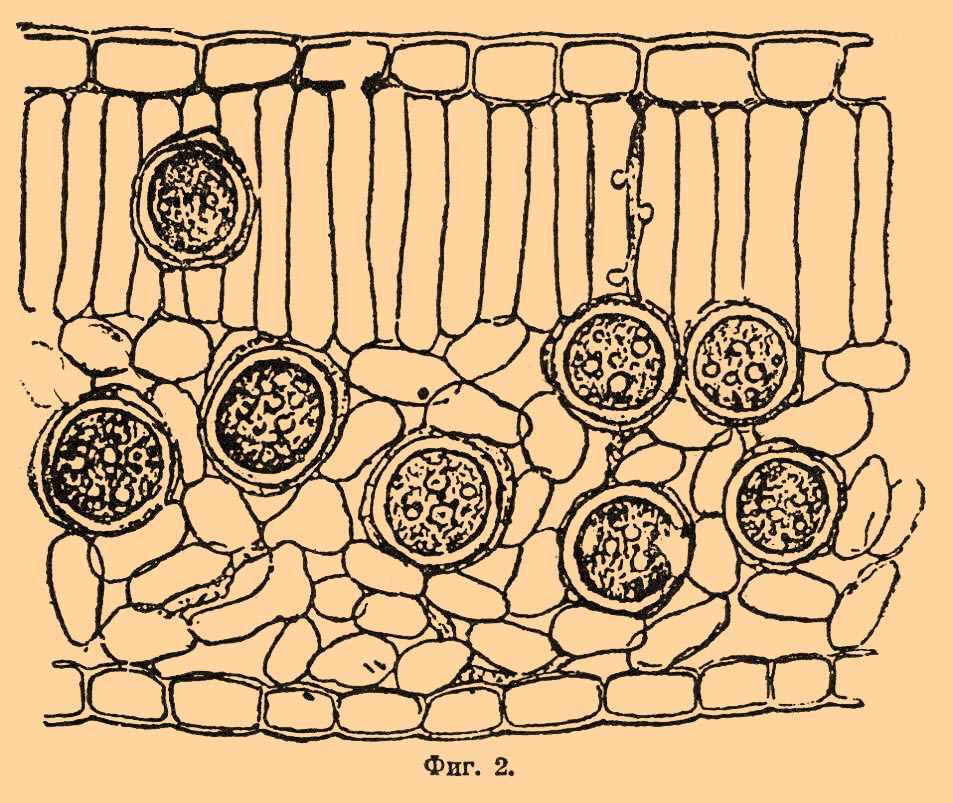
Oospory z ooplastami w tkankach liścia porażonego przez jeden z gatunków wroślikowców

Ooplast – występujące w niektórych oosporach pęcherzykowate i otoczone błoną komórkową ciałko o kształcie pęcherzyka. Jest charakterystyczne np. dla niektórych wroślikowców (grzybopodobne organizmy zaliczane do chromistów). Występowanie ooplastów i ich liczba są ważne przy mikroskopowym oznaczaniu niektórych gatunków.